# Patrik Ingelsten
Patrik Ingelsten (Hillerstorp, 25 januari 1982) is een voormalig Zweeds voetballer die onder meer onder contract stond bij SC Heerenveen en het Noorse Viking FK. De relatief kleine, snelle aanvaller beleefde bij Kalmar FF zijn beste periode. Met die club werd hij in 2008 landskampioen van Zweden. In hetzelfde jaar kroonde hij zich tot topscorer van de Allsvenskan. Tegenwoordig is Ingelsten werkzaam als assistent-trainer van GAIS uit Göteborg.

## Kalmar FF
Ingelsten is 25 als hij wordt aangetrokken door Kalmar FF. Bij de Zweedse middenmoter ontpopt Ingelsten zich met Cesar Santin en Ari tot een gevaarlijke voorhoede. Dat verandert niet wanneer Ari halverwege het seizoen 2007 naar AZ vertrekt. Aan de hand van Cesar en Ingelsten en ondersteund door de Elm-broers reikt Kalmar FF tot de Zweedse bekerfinale. Daarin wordt IFK Göteborg met 3-0 verslagen, dankzij doelpunten van Cesar (2x) en Ingelsten.
 In het daaropvolgende seizoen laat Ingelsten zien dat zijn debuutseizoen voor Kalmar FF niet eenmalig was. De rechteraanvaller scoort aan de lopende band. En niet alleen in de Zweedse competitie. Ook in de UEFA Cup laat Ingelsten zijn voeten spreken. In de ontmoeting met AA Gent in Kalmar scoort de aanvaller liefst vier keer. Die productiviteit trekt Ingelsten door tot het einde van het seizoen. Onder meer dankzij negentien doelpunten van Ingelsten laat Kalmar FF zich voor het eerst in de clubhistorie kronen tot Zweeds kampioen. Het levert Ingelsten bovendien de topscorerstitel op. Ook buiten de Zweedse landsgrenzen vallen de prestaties van Ingelsten op. Zo hebben onder meer RSC Anderlecht en sc Heerenveen interesse in de Zweed. Uiteindelijk koos Ingelsten voor de Friese club.

## sc Heerenveen
Nadat in de zomer van 2008 bekend werd dat de Zweed Viktor Elm naar Heerenveen zou komen, kwamen de geruchten op gang dat Ingelsten hetzelfde pad zou betreden. Samen vormden Elm en Ingelsten een gevaarlijk aanvalskoppel in Zweden, wat leidde tot de Zweedse titel en een gezamenlijke productie van meer dan dertig doelpunten. In de winterstop volgden de onderhandelingen tussen Kalmar en Heerenveen. Dat resulteerde in een 3,5-jarig contract voor de aanvaller bij de Friese club. Om een beeld te krijgen van de club Heerenveen nam Ingelsten contact op met oud-ploeggenoot en oud-Heerenveenspeler Petter Hansson en met de pas overgekomen Viktor Elm. De positieve verhalen gaven voor Ingelsten uiteindelijk de doorslag.
Waar Elm zijn debuut voor Heerenveen op 16 januari in de met 3-1 gewonnen wedstrijd tegen Feyenoord mocht vieren, moest Ingelsten dit vanwege een blessure enige tijd uitstellen. Lang hoefde Ingelsten niet te wachten. Een week later, op zaterdag 24 januari, maakte hij voor het eerst zijn opwachting in het shirt van Heerenveen. Roda JC werd met 2-0 verslagen. Ingelsten kwam na 77 minuten in het veld voor Christian Grindheim. Op 4 maart 2009 maakte Ingelsten zijn eerste doelpunt voor sc Heerenveen. In de thuiswedstrijd tegen NEC voor de KNVB beker scoorde hij in de 75ste minuut de belangrijke 2-1. Mede dankzij dit doelpunt bereikte sc Heerenveen de halve finale voor de KNVB beker.
Per 1 januari 2015 tekende Ingelsten bij GAIS.

## Clubstatistieken
| seizoen   | club           | land      | competitie            | duels | goals |
| --------- | -------------- | --------- | --------------------- | ----- | ----- |
| 2002      | Halmstads BK   | Zweden    | Allsvenskan           | 15    | 0     |
| 2003      | Halmstads BK   | Zweden    | Allsvenskan           | 14    | 5     |
| 2004      | Halmstads BK   | Zweden    | Allsvenskan           | 20    | 3     |
| 2005      | Halmstads BK   | Zweden    | Allsvenskan           | 26    | 5     |
| 2006      | Halmstads BK   | Zweden    | Allsvenskan           | 20    | 1     |
| 2007      | Kalmar FF      | Zweden    | Allsvenskan           | 26    | 7     |
| 2008      | Kalmar FF      | Zweden    | Allsvenskan           | 29    | 19    |
| 2009/2010 | sc Heerenveen  | Nederland | Eredivisie            | 12    | 2     |
| 2010      | Viking FK      | Noorwegen | Tippeligaen           | 21    | 8     |
| 2011      | Viking FK      | Noorwegen | Tippeligaen           | 0     | 0     |
| 2012      | Viking FK      | Noorwegen | Tippeligaen           | 9     | 0     |
| 2013      | Viking FK      | Noorwegen | Tippeligaen           | 27    | 7     |
| 2014      | Mjällby AIF    | Zweden    | Allsvenskan           | 12    | 0     |
| 2014      | Falkenbergs FF | Zweden    | Allsvenskan           | 15    | 5     |
| 2015      | GAIS           | Zweden    | Superettan            | 26    | 6     |
| 2016      | IS Halmia      | Zweden    | Div 2 Västra Götaland | 13    | 2     |
| Totaal    |                |           |                       | 235   | 70    |

## Erelijst
- 2007: Bekerwinnaar van Zweden met Kalmar FF
- 2008: Verliezend bekerfinalist met Kalmar FF
- 2008: Landskampioen van Zweden met Kalmar FF
- 2008: Topscorer van Zweden, 19 doelpunten
- KNVB beker: 2009